# Consiglio istruzione, gioventù, cultura e sport
Il Consiglio istruzione, gioventù, cultura e sport (in inglese Education, Youth, Culture and Sport Council, EYSC) è una delle formazioni con la quale si riunisce il Consiglio dell'Unione Europea ed è composto dai ministri responsabili in materia di istruzione, cultura, gioventù, media, comunicazione e sport dei 27 Stati membri dell'Unione europea.
Il Consiglio EYCS è sorto dall'unione dei precedenti Consiglio istruzione e gioventù e Consiglio culturale e audiovisivo.
Il Consiglio adotta solitamente raccomandazioni in materia di istruzione, cultura, gioventù e sport, ma può anche adottare veri e propri atti legislativi in materie come politiche audiovisive e mutuo riconoscimento dei titoli di studio.